# Сем Джаффе
Шалом «Сем» Джаффе (англ. Shalom «Sam» Jaffe; 10 березня 1891 — 24 березня 1984) — американський актор, викладач, музикант та інженер. У 1951 році він був номінований на премію «Оскар» за найкарщу чоловічу роль другого плану у фільмі «Асфальтові джунглі» (1950). Сем Джаффе також знявся в інших класичних фільмах, серед яких найвідоміші «Бен-Гур» (1959) «День, коли Земля зупинилась» (1951) та «Шпіони» (1957). Його пам'ятають також за іншими видатними ролями у таких стрічках як «Ганга Дін» (1939) та «Втрачений горизонт» (1937).

## Раннє життя
Сем Джаффе народився у єврейський родині Ади та Барнетт Джаффе в Нью-Йорку. Сем виріс двомовним, та крім англійської, добре володів також російською мовою. До переїзду у США його мати була акторкою в Одесі, Україна, а його батько був ювеліром. Сем був молодшим із чотирьох дітей: його брата на сестер звали Авраам, Софі та Енні. У дитинстві він виступав у театральних постановках у єврейському театрі разом із матір'ю, яка після переїзду до США стала відомою акторкою та зіркою водевілю. Сем закінчив гімназію Таунсенда Гарріса, а потім вивчав інженерію в Міському коледжі Нью-Йорка, яку закінчив у 1912 році. Пізніше він відвідував аспірантуру Колумбійського університету. Він також кілька років працював вчителем, а потім деканом факультету математики в Інституті культури Бронкса, підготовчій школі коледжу, перш ніж повернутися до роботи актора у 1915 році.

## Кар'єра

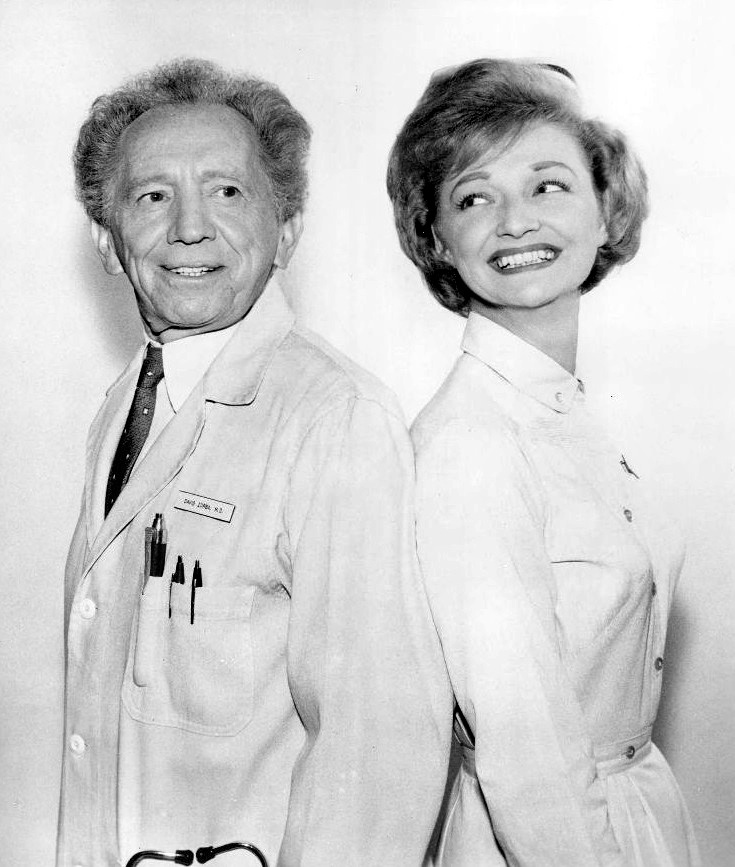
Джаффе та Рут Фостер на знімку Бена Кейсі

В молодості він жив у Гринвіч-Віллидж, у тому ж багатоквартирному будинку де також мешкав молодий Джон Г'юстон. Двоє чоловіків стали добрими друзями й залишились ними на все життя. Пізніше, Сем знімався у двох фільмах Г'юстона: «Асфальтові джунглі» та «Варвар і Гейша». У 1923 році він з'явився в бродвейській виставі «Got of Vengeance (Got fun Nekome)» Шолома Аша. Джаффе почав працювати у кіно в 1934 році, знявшись у ролі божевільного царя Петра III в стрічці «Кривава імператриця». У 1938 році, у 47-річному віці, Сем Джаффе зіграв головну роль у фільмі «Ганга Дін».
У 1950-х Джаффе потрапив у чорний список голлівудських кіностудій нібито за симпатію до комуністів . Незважаючи на це, він знімався у культових стрічках 50-х: «День, коли Земля зупинилась» (1951) та «Бен-Гур» (1959).

## Особисте життя та смерть
Джаффе був одружений з американською оперною співачкою, зіркою мюзиклів Лілліан Таїз з 1926 року до її смерті від раку у 1941 році. У 1956 році він одружився з акторкою Бетті Акерман, на 33 роки молодшою за нього. Вона померла 20 листопада 2006 року. У Сема Джаффе не було дітей від жодного шлюбу.
Сем Джаффе був прихильником демократичної партії США. Він підтримав кампанію Едлая Стівенсона II під час президентських виборів 1952 року.
Джаффе помер від раку в Беверлі-Гіллз, два тижні після свого 93-го дня народження. Він був кремований в Пасаденському крематорії в Альтадені, штат Каліфорнія, а його прах був відданий дружині Бетті Акерман. Згодом, її поховали разом з Семом на кладовищі у Віллістоні, Південна Кароліна, після її смерті в 2006 році.

## Фільмографія
- «A Cheap Vacation» (1916, short)

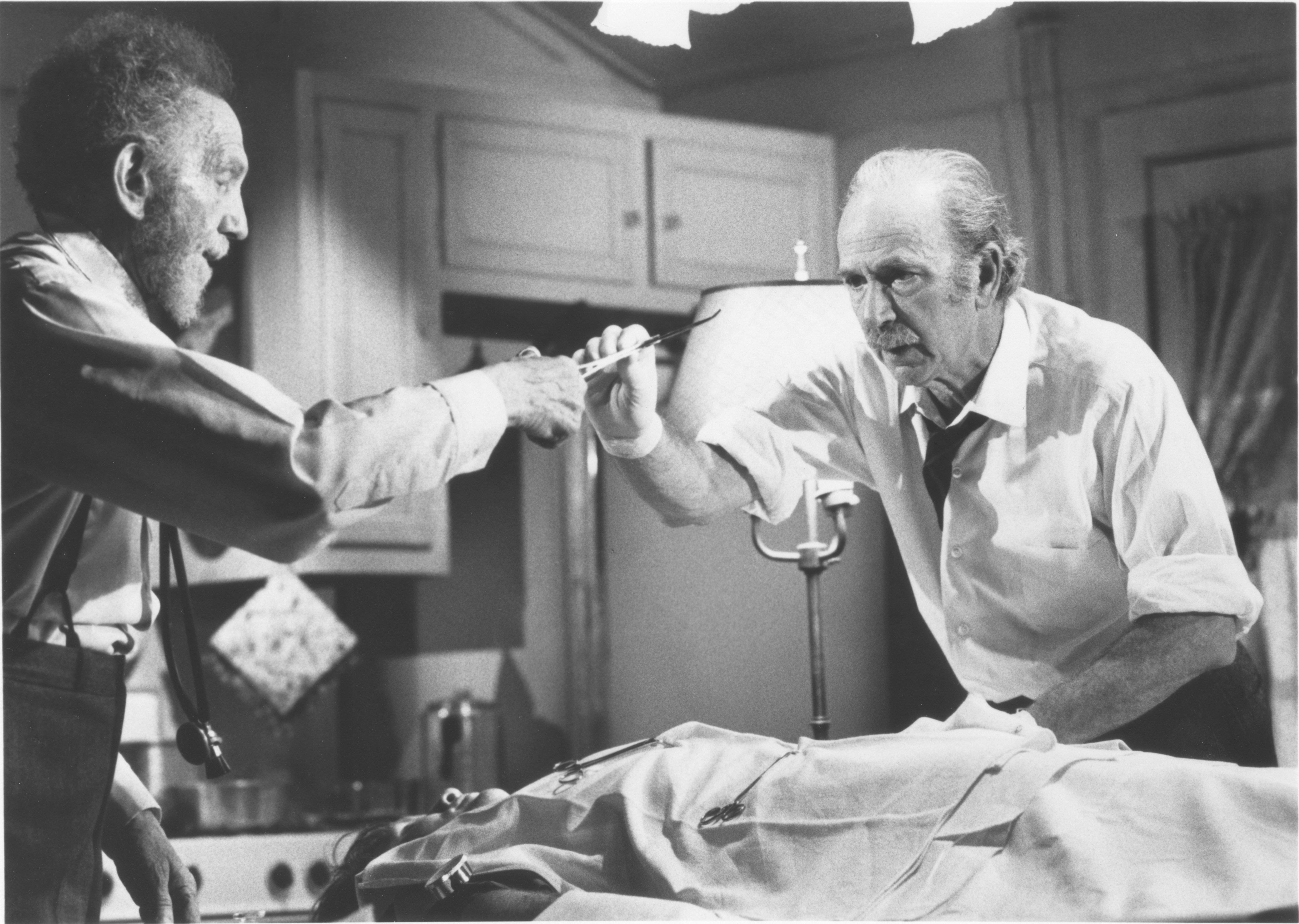
Спеціальна телевізійна презентації «Сумна і самотня неділя» (1976). На зображенні — Джаффе (ліворуч) та Джек Альбертсон.

- «Кривава імператриця» (1934) — Петро III
- «We Live Again» (1934) — Gregory Simonson
- «Втрачений горизонт» (1937) — High Lama
- «The Adventures of Robin Hood» (1938) — (uncredited) man who tells men to meet Robin at Gallows Oaks
- «Ганга Дін» (1939) — Ганга Дін
- «Stage Door Canteen» (1943) — Sam Jaffe
- «13 Rue Madeleine» (1946) — Mayor Galimard
- «Джентльменська угода» (1947) — професор Фред Ліберман
- «The Accused» (1949) — Dr. Romley
- «Піщана мотузка» (1949) — доктор Френсіс Гантер
- «Асфальтові джунглі» (1950) — док Эрвин Ріденшнайдер
- «I Can Get It for You Wholesale» (1951) — Sam Cooper
- «День, коли Земля зупинилась» (1951) — професор Джейкоб Бернхардт
- «Main Street to Broadway» (1953) — Himself — First Nighter (uncredited)
- «Les Espions» (The Spies) (1957) — Sam Cooper
- «Варвар і Гейша» (1958) — Генрі Гескен
- «Бен-Гур» (1959) — Сімонід
- «A Guide for the Married Man» (1967) — Technical Adviser (Shrink)
- «Tarzan's Jungle Rebellion» (1967) — Dr. Singleton (archive footage)
- «La Bataille de San Sebastian» (Guns for San Sebastian) (1968) — Father Joseph
- «The Great Bank Robbery» (1969) — Brother Lilac Bailey (Art Forger)
- «The Dunwich Horror» (1970) — Old Whateley
- «Quarantined» (1970, TV movie) — Mr. Berryman
- «Старий, який кричав „Вовк!“» (1970, ТВ-фільм) — Ейб Стілман
- «Who Killed the Mysterious Mr. Foster?» (1971, TV Movie) — Toby
- «Bedknobs and Broomsticks» (1971) — Bookman
- «Enemies» (1971, TV Movie) — Gittelman
- «The Tell-Tale Heart» (1971, Short) — The Old Man
- «Saga of Sonora» (1973, TV Movie) — Old Sam
- «The Sad and Lonely Sundays» (1976, TV movie) — Dr. Sweeny
- «Gideon's Trumpet» (1980, TV movie) — 1st Supreme Court Justice
- «Battle Beyond the Stars» (1980) — Dr. Hephaestus
- «Nothing Lasts Forever» (1984) — Father Knickerbocker
- «Rio Abajo» (1984) — El Gabacho

## Додаткова література
- Young, Jordan R. (1986). Sam Jaffe. Reel Characters : Great Movie Character Actors (softcover) (вид. Sixth). Beverly Hills, CA: Moonstone Press. с. 43-56. ISBN 978-0-940410-79-4.